# Ільзе Гейлен
Ільзе Гейлен  (фр. Ilse Heylen, 21 березня 1977) — бельгійський дзюдоїст, олімпійський медаліст.

## Виступи на Олімпіадах
| Олімпіада  | Дисципліна                  | Місце |
| ---------- | --------------------------- | ----- |
| Афіни 2004 | дзюдо, напівлегка категорія | 3T    |
| Пекін 2008 | дзюдо, напівлегка категорія | 7T    |